# A beavatott-sorozat: A lázadó
A beavatott-sorozat: A lázadó (eredeti cím: The Divergent Series: Insurgent) egy 2015-ös amerikai akció sci-fi, melyet Robert Schwentke rendezett Veronica Roth által írt a második könyv alapján: A lázadó. Ez a folytatása a 2014-ben bemutatott A beavatott című filmnek és ez a második része a filmsorozatnak. A főszereplők Shailene Woodley, Theo James, Kate Winslet, Ashley Judd, Jai Courtney és Naomi Watts.
Az Amerikai Egyesült Államokban 2015. március 20-án mutatták be, Magyarországon egy nappal hamarabb szinkronizálva, március 19-én.

## Cselekménye
Ahogy a szövetségesek után kutat és válaszokat keres a felkelés kezdetekor Tris (Shailene Woodley) és Négyes (Theo James), menekülőben vannak. Miközben Jeanine Matthews (Kate Winslet), a Művelt csoport vezetője vadászik rájuk, Tris és Négyes az idővel versenyeznek, miközben próbálnak rájönni, hogy miért akarják őket elfogni, és hogy miért tesznek meg bármit a Művelt vezetők azért, hogy megállítsák őket. A múltban történt rossz döntésektől kísértve, de kétségbeesetten védve a szeretteit, Tris sorba néz szembe a lehetetlenebbnél lehetetlenebb kihívásokkal, amint feltárja az igazságot a múlttal kapcsolatban, és végül saját világának a jövőjét.

## Szereplők
| Színész          | Szereplő              | Magyar hang        |
| ---------------- | --------------------- | ------------------ |
| Shailene Woodley | Beatrice "Tris" Prior | Gáspár Kata        |
| Theo James       | Tobias "Négyes" Eaton | Varga Gábor        |
| Ashley Judd      | Natalie Prior         | Zakariás Éva       |
| Naomi Watts      | Evelyn Johnson-Eaton  | Kisfalvi Krisztina |
| Kate Winslet     | Jeanine Matthews      | Major Melinda      |
| Jai Courtney     | Eric                  | Király Attila      |
| Zoë Kravitz      | Christina             | Berkes Boglárka    |
| Ray Stevenson    | Marcus Eaton          | Haás Vander Péter  |
| Maggie Q         | Tori Wu               | Létay Dóra         |
| Miles Teller     | Peter Hayes           | Renácz Zoltán      |
| Ansel Elgort     | Caleb Prior           | Molnár Levente     |